# 阿隆·沃爾夫
阿隆·沃爾夫（法語：Aron Wolf，1918年3月22日—1944年5月19日）出生於法國大東部大區下萊茵省的斯特拉斯堡，是一位已故的猶太教拉比。

## 生平
阿隆·沃爾夫的兄弟在猶太教會開始服事，因此他在斯特拉斯堡完成中學的學業之後，1938年-1939年期間，前往立陶宛習修猶太教相關學程，回國之後之後因為第二次世界大戰而被徵召入伍，直到1941年時才復員，之後前往法國猶太神學院學習猶太教義。1942年時當時的院長莫里斯·利貝爾委託他，請他擔任軍隊當中的牧師，1943年之後他參與法國抵抗運動里昂分部的運動，每周一次幫聖日耳曼農場學校的學生，上猶太教義的課程，1944年5月19日時上課時，遭蓋世太保槍殺身亡，戰後法國首席拉比追封他為拉比。